# İncedere, Hanak
İncedere là một xã thuộc huyện Hanak, tỉnh Ardahan, Thổ Nhĩ Kỳ. Dân số thời điểm năm 2010 là 461 người.